# Coste de transacción
En economía y disciplinas relacionadas, un coste de transacción es un coste incurrido para realizar un intercambio económico, más precisamente una transacción en el mercado. El coste no existe en el marco de una competencia perfecta. 
La idea de un coste del sistema de precios fue evocada por primera vez por el economista Ronald Coase en su artículo The Nature of the Firm (1937). Coase explica que "cuando se desea operar una transacción en un mercado, es necesario investigar a los contratistas, proporcionarles ciertas informaciones necesarias y establecer las condiciones del contrato, llevar a cabo las negociaciones que instauren un verdadero mercado, establecer una estructura de control de las respectivas prestaciones de obligaciones de las partes, etc."
Este concepto permite explicar, según Coase, por qué todas las transacciones no son transacciones de mercado y, por lo mismo, la existencia de empresas o firmas que pueden limitar eficazmente sus costos al imponer la cooperación entre sus empleados; sin embargo, es a John Kenneth Arrow a quien se debe la expresión "costo de transacción". Y fue Oliver Williamson quien va a desarrollar y formalizar la aproximación de las organizaciones económicas por su sesgo al interno de lo que denomina justamente la teoría de los costos de transacción.

## Tipos de costes de transacción
Carl J. Dahlman reagrupa los costes de transacción en tres categorías:
1. "costos de investigación e información": son los costos incurridos en determinar si el bien necesitado está disponible en el mercado, quién tiene el menor precio, etc. Incluyen la prospección, comparación de la relación calidad/precio de las diferentes prestaciones propuestas, estudio de mercado, etc.
2. "costos de negociación y de decisión": son los costos necesarios para llegar a un acuerdo aceptable con la otra parte de la transacción, como la redacción de un contrato apropiado, por ejemplo. En la teoría de juegos, este es analizado por ejemplo en el juego del gallina.
3. "costos de vigilancia y de ejecución": son los costos necesarios para asegurar que la otra parte mantenga los términos del contrato y tomar acciones apropiadas (a menudo, a través del sistema legal) si no se logra este cometido. Involucran el control de calidad de la prestación, la verificación de la entrega, etc.

Sin embargo, posteriormente Dahlman afirma que todos estos tipos de costos de transacción pueden ser agrupados en una sola categoría: aquellos asociados a la pérdida de recursos ocasionada por información imperfecta

## Ejemplos
Por ejemplo, la mayor parte de las personas debe pagar una comisión a un intermediario financiero cuando compran o venden una acción; esta comisión es un coste de transacción de realizar un negocio con acciones. Ahora bien para comprar un producto, los costos no solo se limitarán al precio del producto en sí, sino también a la energía y esfuerzo que requiere averiguar cuál de los variados productos se prefiere, dónde se consiguen y a qué precio, el costo de viajar hacia el punto de compra, el tiempo de espera para comprarlo; todos estos costos son los costos de transacción. Por eso, cuando se evalúa racionalmente una transacción potencial, es importante considerar los costes de transacción que podrían resultar significativos. Por ejemplo, el coste (explícito) del envío de una compra online podría resultar inferior al coste (implícito, en tiempo y coste de transporte) de la compra en tienda.